# 美軍顧問團 (中華民國)
美軍顧問團，正式名稱為軍事援助顧問團（英語：Military Assistance Advisory Group，縮寫「MAAG」），為美軍派駐在臺灣境內訓練中華民國國軍的軍事顧問團。今日一般所指的美軍顧問團是1950年代於台灣成立的「駐台軍事援助顧問團」及其後身「美國駐中華民國軍事援助顧問團」，為一個以軍事顧問性質正式派駐台灣的美國軍事組織，也是駐台美軍歷史最悠久的單位。美軍顧問團與1947年成立的日本軍事顧問團（白團）及1963年成立的德國軍事顧問團，並列中華民國政府遷台後的三大外國軍事顧問團。

## 1950年代以前
有鑑於1937年爆發的中國抗日戰爭及之後的第二次世界大戰，美國政府於1941年11月根據租借法案派遣軍事顧問團赴華，協助中華民國國民革命軍訓練新兵及裝備。
二戰即將結束時，為了因應台灣的接收計畫，美國將軍魏德邁在重慶成立了一個軍事顧問團（Army Advisory Group）負責運送中國軍隊到台灣，及遣返戰前的駐台日軍回國。戰後在台灣辦公的美軍顧問團團員以「美軍聯絡組」（American Liaison Group）自稱，與中華民國國民政府多次發生不快。後來由於臺灣省行政長官公署行政長官陳儀的抱怨，促使魏德邁將美軍聯絡組的職務嚴格限制於遣送日軍的純粹軍事任務。在1946年4月1日，美軍聯絡組完成遣送在台日軍的任務，撤離台灣。:8398

### 編制改組
1946年3月19日美国撤销“驻华美军司令部”，在南京市黄埔路4号另设“美国军事顾问团”，总部设在南京，上海设有办事处，在北平、成都、杭州和臺北設有小型联络处。按照中华民国国防部组织架构为对象配备，国防部各司、厅、局、处及陸軍總司令部、海軍總司令部、空軍總司令部、联合勤務總司令部及宪兵司令部，美军顾问团都派顾问或联络官进驻，总计约有2000余人。例如，時任中華民國國民政府主席蒋中正下手谕要求宪兵司令部直属國防部參謀本部，但美军顾问团坚持宪兵司令部与军法处、副官处必须隶属于联勤總部，反复交涉多轮直至1946年底蒋中正手谕才得到顾问团同意。1946年6月26日美国国会通过了《拟予中华民国以军事顾问与军事援助法案》（即《美国军事援华法案》）。1947年7月21日，美国总统特使魏德迈访华，调查内战局势不利的根源，认为中國国民党大势已去，回国后写成著名的《魏德迈报告》。魏德迈调查团把驻华武官巴大维推上了顾问团团长，推动美国政府援蒋，签订了《美军驻华美蒋秘密协定》、《中美救济协定》、《中美海军协定》、《1948年援华法案》、《中美农业协定》，在一年内提供了7.2亿美元军事援助。
- 美国军事顾问团团长鲁克斯中将/1948年1月换为巴大维少将。
  - 陸軍顧問组：对中国陆军最高指挥机关、军校提供咨询与训练，不参与野战部队的训练与作战指挥。
  - 海軍顧問組：協助中國海軍運輸兵力赴內戰前線、遣返日本軍與日僑，向國民政府移交二戰剩餘艦艇，在青島設立海軍訓練中心三百餘名軍官、三千餘名士兵，1948年3月時，海軍顧問團在南京、上海、青島等地活動，共有114名官兵
  - 空军顧問组：向中国空军移交美援军用飞机，并提供训练和技术支持。[6]
- 联合顾问参谋处：由中国战区司令部留驻人员演变而来。

1948年11月1日，美国国防部宣布，美国驻华军事顾问团与海军顾问团正式统一改称为“美国驻华联合军事顾问团”（Joint United States Military Advisory Group in China），顾问团团长巴大维少将，人数增到万人左右。1949年1、2月陆续撤出南京。美国军事顾问团公寓旧址位於南京市鼓樓區北京西路。1949年3月3日美国驻华联合军事顾问团撤销，顾问团的印刷厂与大量先进制图、印刷装备移交给美国驻华大使馆继续使用至司徒雷登离华。

## 成立
1950年6月25日韓國戰爭爆發，華府決定重新資助台北的中華民國政府，而美軍顧問團正是美國軍事援助的一部份。1951年1月30日，美方根據先前擬定的「中美共同互助協定草案」派遣軍事顧問團來台灣，由美國駐中華民國大使館臨時代辦暨公使藍欽向中華民國外交部提出軍援，並於2月9日換文，即為「中美共同互助協定」。該美軍顧問團的正式名稱為「美國軍事援助技術團」（Military Assistance and Advisory Group），於該年4月23日進駐，5月1日正式成立「美國軍事援華顧問團」（U.S.Military Assistance and Advisory Group/Republic of China on Taiwan）。第一位美軍顧問團長是蔡斯少將，政工方面顧問是楊帝澤:79－80。

## 架構及編制經過
美軍顧問團在成立之初，於正副團長及參謀長組成的顧問團團本部之下，分設4個業務組，分別為陸軍顧問組、海軍顧問組、空軍顧問組及聯勤顧問組。期間因應中華民國國軍人事變化，組織層級稍有變化。此外除了屯駐在台北營區的總部，在新竹、台中等地也駐紮有美軍顧問團指揮分部。
除了團本部及下轄的4組之外，美軍顧問團亦在中華民國陸軍、中華民國海軍、中華民國空軍任何營級以上的編制單位內，至少派遣一名常駐美軍士官予以督導。

### 顧問團團本部

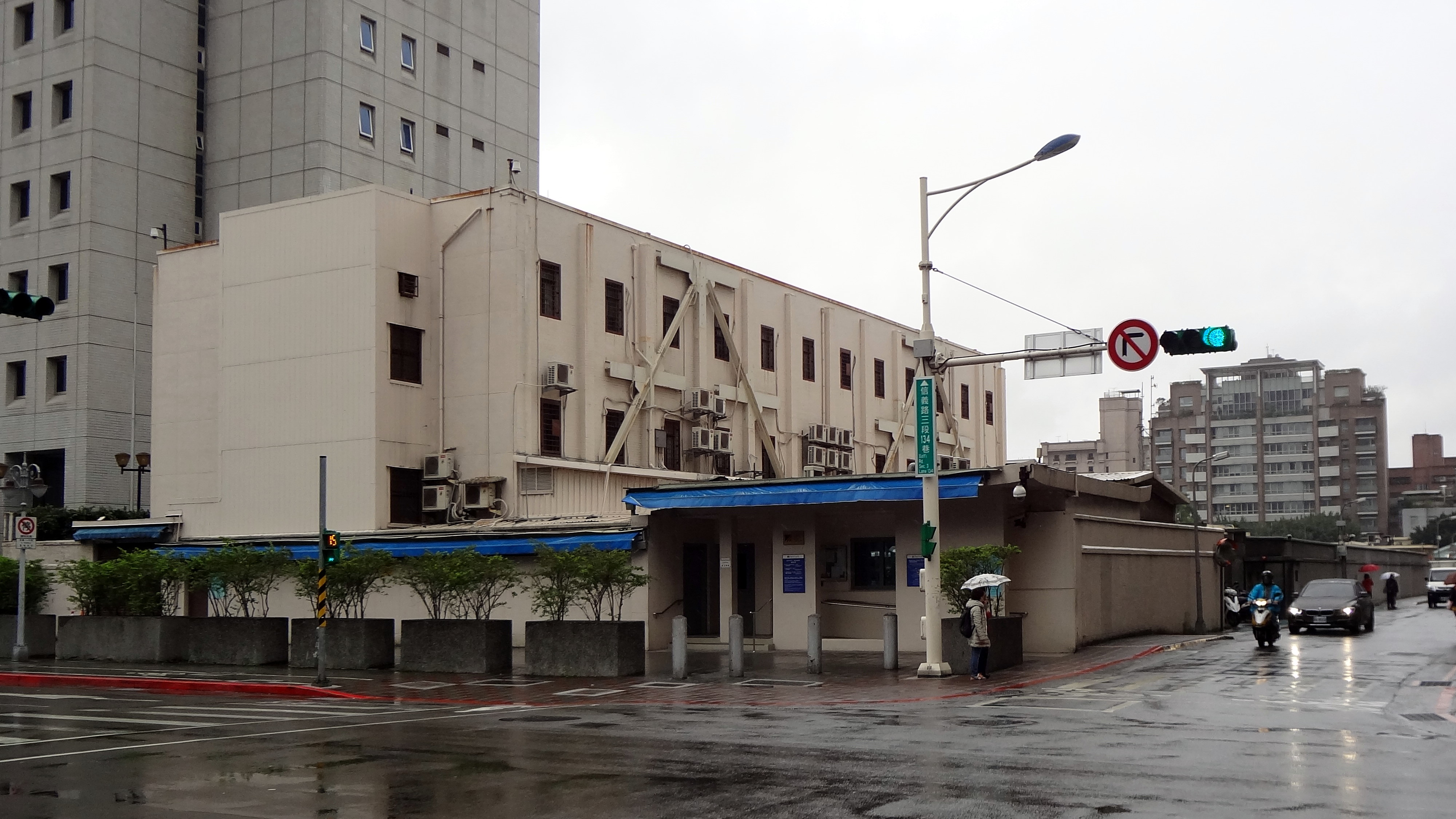
美國在台協會台北辦事處舊址，位於台北市大安區信義路三段134巷，曾為美軍顧問團團本部，2021年拆除。

美軍顧問團團本部原先先設在中華民國總統府內，後於1954年7月16日遷至台北市信義路的海軍輔助通信營區（Naval Auxiliary Communications Center，NACC，美國中央情報局駐台北機構），1979年至2019年間作為美國在台協會台北辦事處（AIT／Taipei）使用。在1951年成立之初採行聯合參謀的編組，設有正副團長及參謀長。
1960年12月，駐台軍事援助顧問團改為「美國駐中華民國軍事援助顧問團」，簡稱「美軍援華顧問團」；團本部之下的架構因此改設人事、後勤、計畫、情報、作戰、教育與訓練、主計員、戰地政務等助理參謀長，及新聞、副官、軍法、憲兵、通信等組。

### 陸軍顧問組

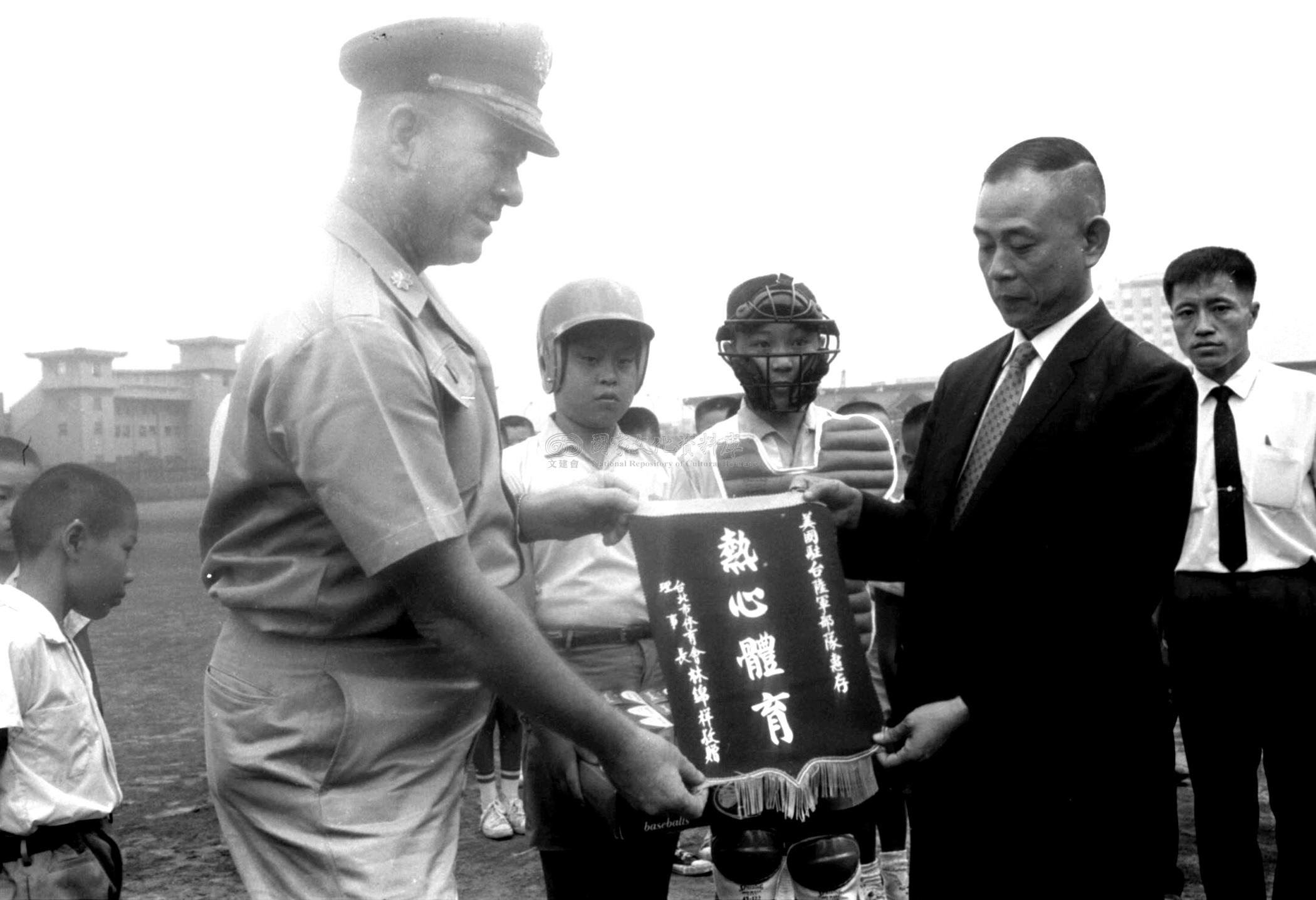
1969年8月29日，美國駐台陸軍部隊（USAFT）的魏爾森中校（左）代表其部隊指揮官戚烈拉少將贈送棒球用具給台北市四所國民小學

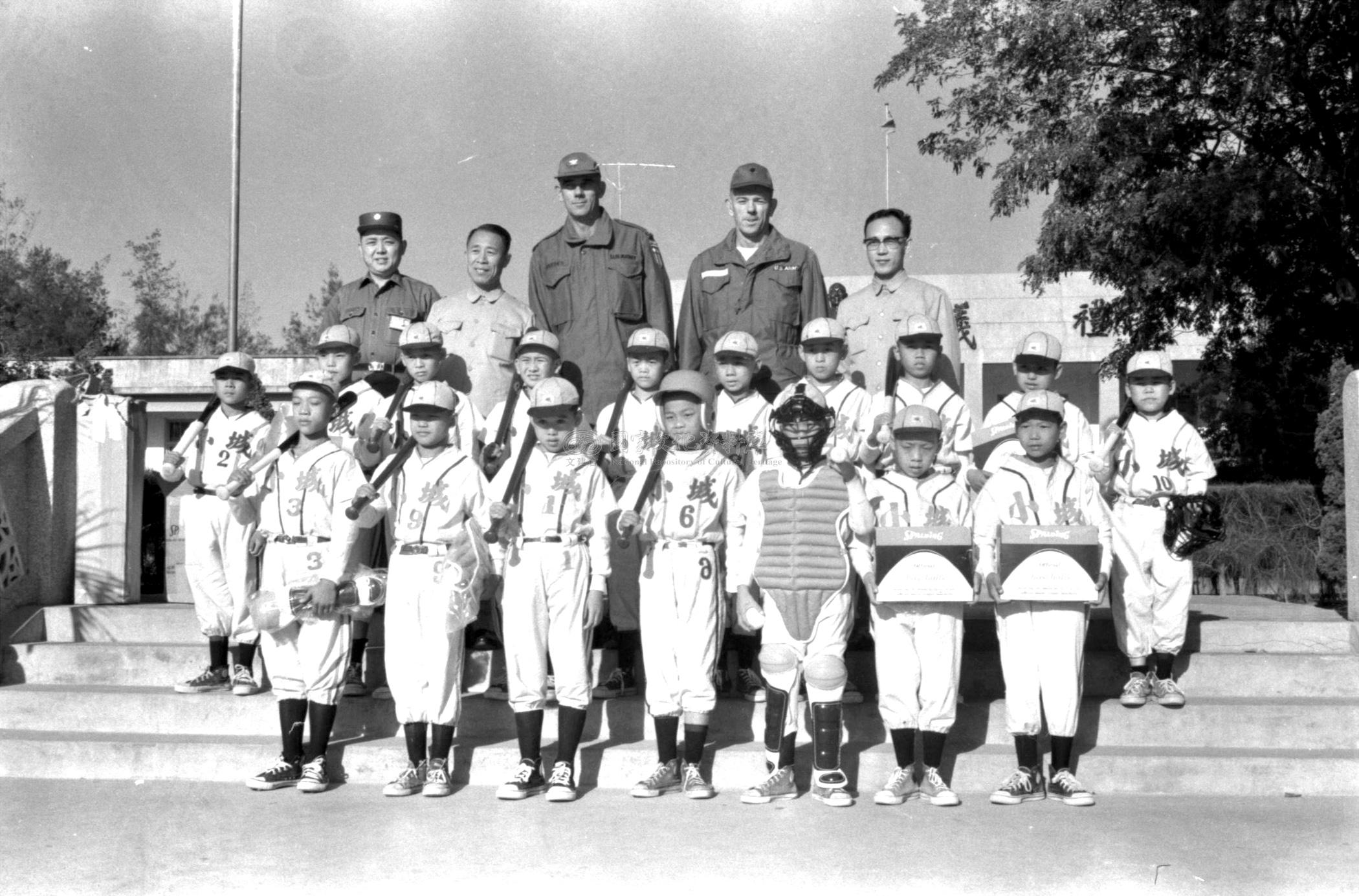
1969年12月5日，美軍顧問團贈送金門小學棒球器材，美軍協防台灣司令部作戰處長（G-3）柯克陸軍中校（後排右二），代表駐台美軍顧問團長戚烈拉少將，以棒球器材攜往金門，贈送金門金城國小棒球隊。後排中為美軍顧問團陸軍組駐金門顧問巴博上校。

陸軍顧問組於1951年5月1日與美國軍事援華顧問團同時成立，設於陸軍總司令部內以便連繫協調。初期編制167名人員，在韓戰時開始擴充編制，與組長及參謀長之下設置計畫編制訓練副參謀長（兼管人事、政工、作戰計畫及訓練等部）、後勤副參謀長（兼管兵工、通信、工兵運輸及軍醫等部）及主計顧問組；至1956年6月時該組人員達到1478名。
1958年6月1日起，陸軍顧問組由於華府對台北的軍事援助減少，而計畫裁減25%的人員。後因陸軍組需協助國軍建立飛彈部隊，因此將人員縮減比例改為20%。1962年1月陸軍組再度修正其編制，組內各參謀單位區分為處、組、科三級，並將所屬各部隊的顧問組改制為本島北、中、南三個本島顧問組，澎湖、金門、馬祖三個外島顧問組，特種部隊顧問組及飛彈部隊顧問組。
1977年9月，陸軍顧問組編併美軍顧問團，宣告結束。

### 海軍顧問組
海軍顧問組在陸軍顧問組成立當天，於左營正式掛牌，初期有9位人員。1951年後半年分設陸戰顧問組，1958年該組編制有人員126名。
1960年5月海軍組由高雄移駐臺北的海軍總司令部內運作，此後設立了海軍顧問組正副組長，下轄有左營海軍顧問小組首席顧問及陸戰顧問小組首席顧問，前者領導演習策劃辦公室、機動訓練小組、海軍訓練學校顧問小組、人事行政及通信5部，後者則為美國海軍陸戰隊的直轄單位。
1977年9月1日，海軍顧問組遭到裁撤，原有任務直接併入美軍顧問團；美軍顧問團後勤組亦於1979年3月1日易名「美軍協防司令部海軍暨陸戰隊安全協助事務特別助理〔Special Assistant for Security Assistance Matters（Navy／Marine Corps）〕」，該單位在華府與台北斷交之後，在5月1日納入美國在台協會的版圖。

### 空軍顧問組
空軍顧問組成立於1951年6月1日成立，設於空軍總司令部內，初期有12名官兵（至1960年已增加至289名人員），並設有人事行政課、作戰訓練課（附設有「飛行小組」）、補給修護課及通信課。自1951年7月1日起派遣顧問小組分駐於中華民國空軍的防空司令部、供應司令部及各作戰大隊。10月16日將派駐在各作戰大隊的顧問小組改名為「基地顧問小組」。本組組長自1950年代至1970年代間，先後由第13臨時航空特遣隊（Air Task Force 13 (Provisional)）的隊長和美國空軍第327航空師師長兼任。至1972年7月1日該組撤銷時，組長改任美軍顧問團副團長，副組長則擔任首席空軍顧問，但空軍總部依然保留，以負責台美兩軍空軍間的聯絡。

### 聯勤顧問組
聯勤顧問組與美軍顧問團同時在台北成立，由陶體上校（Col. J. B. Daugherty）擔任首任組長，下轄財務、軍醫、運輸、通信、兵工、測量、工兵、一般等8組，隨即進駐聯合勤務總司令部等國軍單位。1954年2月16日一度奉命裁撤，由陸軍組執行其業務。隨後在1956年5月19日復設，由莫爾上校擔任組長。1960年該組一度更名為「生產顧問組」，但又於8月1日恢復原名，1961年之後隨著各項任務完成，開始逐年裁減組員；1972年1月再度改名為「生產顧問處」，下轄兵工顧問、工業工程顧問及測量顧問，1973年1月起使用「聯勤首席顧問」之名。1979年3月撤離時該組僅剩組員6–8人，3月1日隨著駐台美軍撤離而正式停止運作。

## 主要任務
美軍顧問團的任務內容為：
- 提供中華民國政府軍事諮詢及美援武器並就其裝備檢討建議。
- 協助訓練中華民國國軍官兵
- 執行《中美共同防禦條約》內容。
- 美國國防部與中華民國國防部聯絡事宜。
- 監視中華民國政府，避免當時中華民國政府軍事冒進。
- 越南戰爭時期的後防並以美國政府利益實施軍事部署之任務。

## 設施

### 宿舍

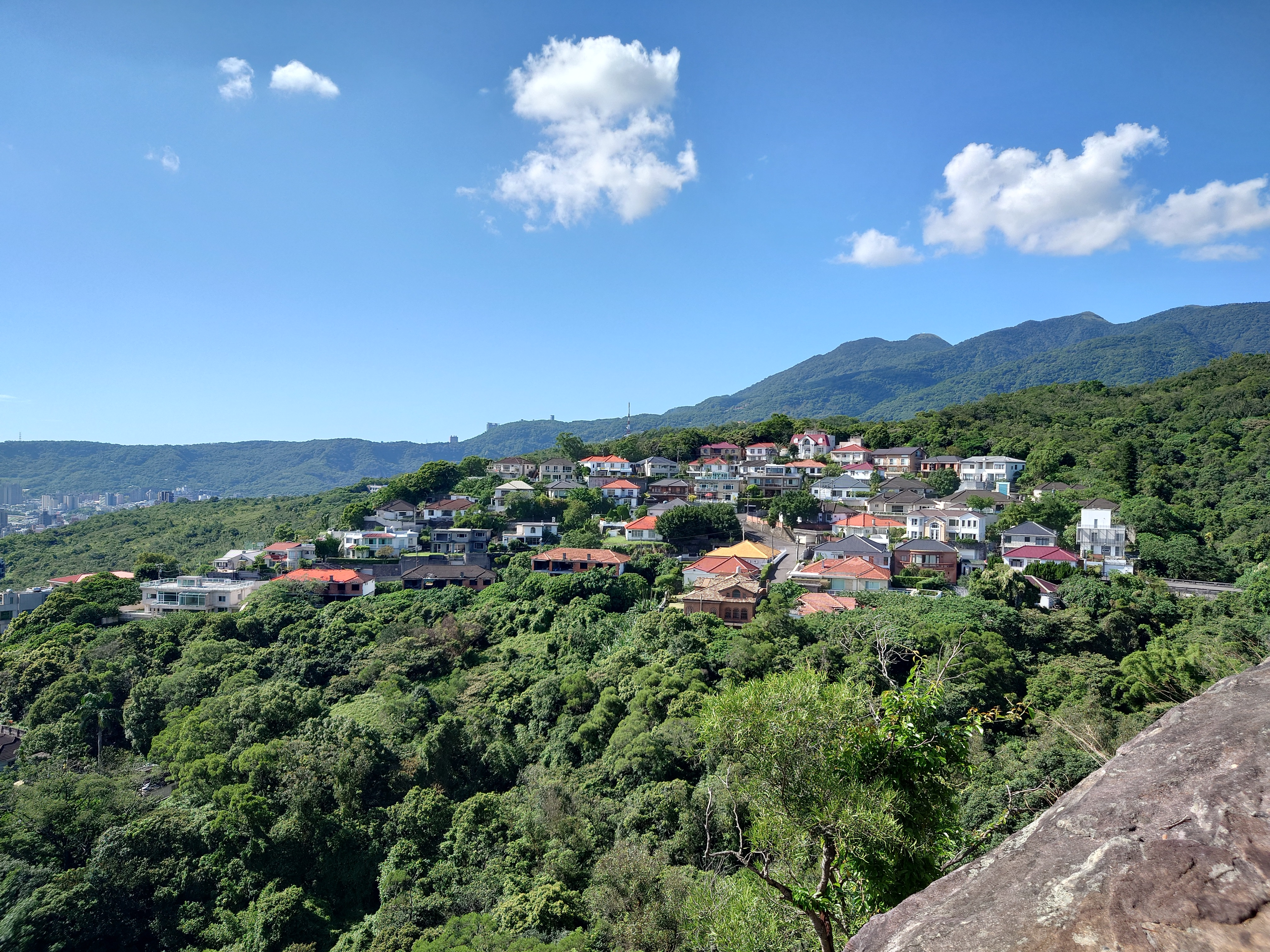
位於台北市北投區的威靈頓山莊，為美援時期興建的美軍宿舍群

美軍顧問團人數於1951年駐守台灣時，團員及團長住宅設於台北市中山北路上，美國大使官邸（日治時期的美國在台領事館，今光點台北）附近的政壇要人黃朝琴住宅（曾於1945年－1946年擔任台北市長），1946年的劉銘傳紀念館預定地（今台北國賓大飯店）。1951年時美軍顧問團規劃小組、顧問工程師沈祖海、國府外事處人員共同乘坐直昇機攜帶在台北市上空盤旋，並利用圓規以美軍單位與美國使館為中心劃圓，以找尋適合場所，最後選定以陽明山山仔后與天母一帶（中山北路七段末端）作為美軍眷舍的興建點。其中以陽明山美軍宿舍群所在的山仔后興建戶數最多，眷舍規模最大，居住使用的官階較高；在天母興建的美軍眷舍較為零散分布，其興建戶數較少，其中並有興建一棟六層雙拼公寓大樓，居住使用的官階主要以士官軍官為主。當時民間將這些美軍宿舍俗稱為「阿督仔厝」。後來也在台北市區的民族東路與中山北路之間的數公頃土地興建興建美軍總部勤管司令部營區（今中山美術公園）。

## 歷年人數
美軍顧問團人數於1951年駐守台灣時，只有連同團長的12名軍官，總人數33人，至該年年底已達360人。美軍顧問團人數最多時為1955年，軍士官高達2347人。

## 裁撤
1970年代，美軍顧問團隨著美國政府的政策轉向，大幅改變。除了在台的顧問團軍隊人數銳減之外，也對中華民國國軍不再提供支配與協助訓練，更不參加台灣各級演習作戰，純粹轉型成諮詢機構。另外，團長也從少將層級降低至准將，甚至上校。
1978年12月，美國卡特政府宣佈與中華民國中止外交關係。1979年2月22日華府宣布將於3月1日取消美軍顧問團的名稱，團長職稱改為「美軍協防灣司令部安全助理事項之特別助理」，但職務不變。此安排持續至4月30日為止。5月1日之後顧問團的職務改由美國在台協會（AIT）文職人員處理。此外，美方也要求台北在該年2月28日之後停止在官方文件內使用美軍顧問團的英文縮寫MAAG。
1979年3月1日，美軍顧問團正式停止運作，末任團長湯普遜上校及美軍協防司令林德少將則分別於4月26日及4月28日離開台灣。斷交後美軍顧問團的原先業務由美國在台協會技術組接掌:p22，2012年後又改名安全合作組。

## 歷任長官

### 歷任團長
美軍顧問團團長兼任美軍協灣司令部（United States Taiwan Defense Command，簡稱USTDC）陸軍顧問組組長及駐台美國陸軍（United States Army Forces Taiwan，縮寫USAFT）司令官。
歷任團長中，1951年－1955年駐任的團長蔡斯任期最久（長達4年），爾後的13人任期約為2年。該團於1950年代曾於一江山戰役、大陳撤退與金門炮戰戰役中對台灣提供協助諮詢，另外也曾參與雙十國慶閱兵與國軍各項軍事演習。

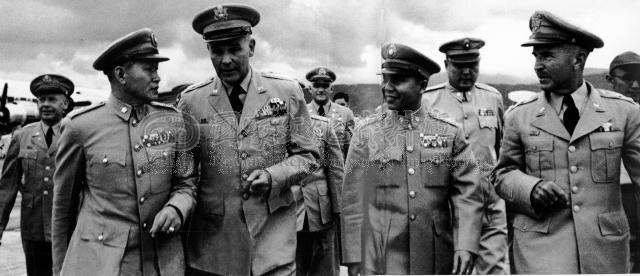
第1任美軍顧問團長蔡斯（陸軍少將，圖右），攝於1955年2月2日

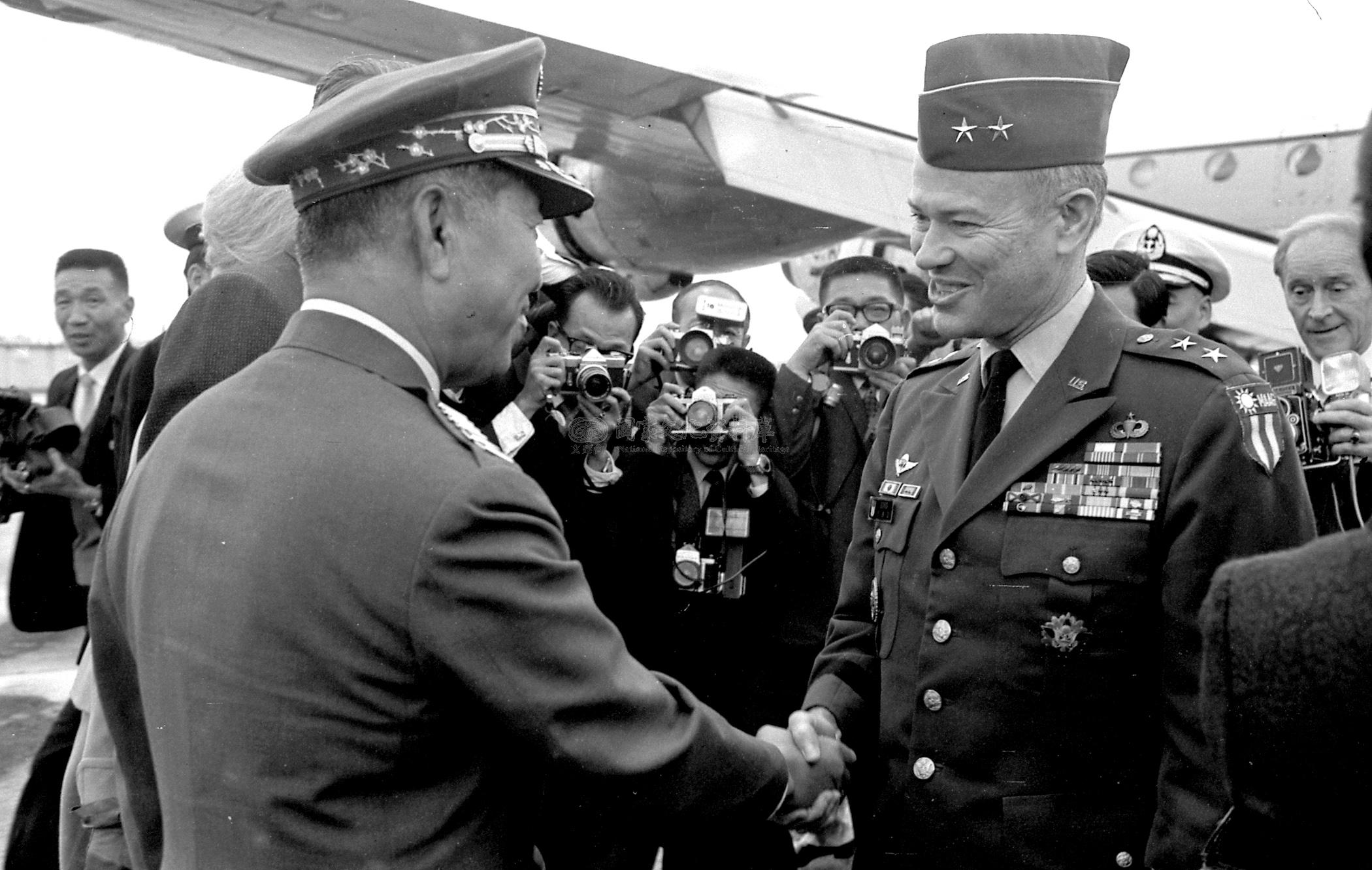
1971年12月23日，新任美軍顧問團團長兼美國駐台陸軍司令官巴恩斯（John W. Barnes）少將抵台履新，我參謀總長賴名湯上將在機場歡迎

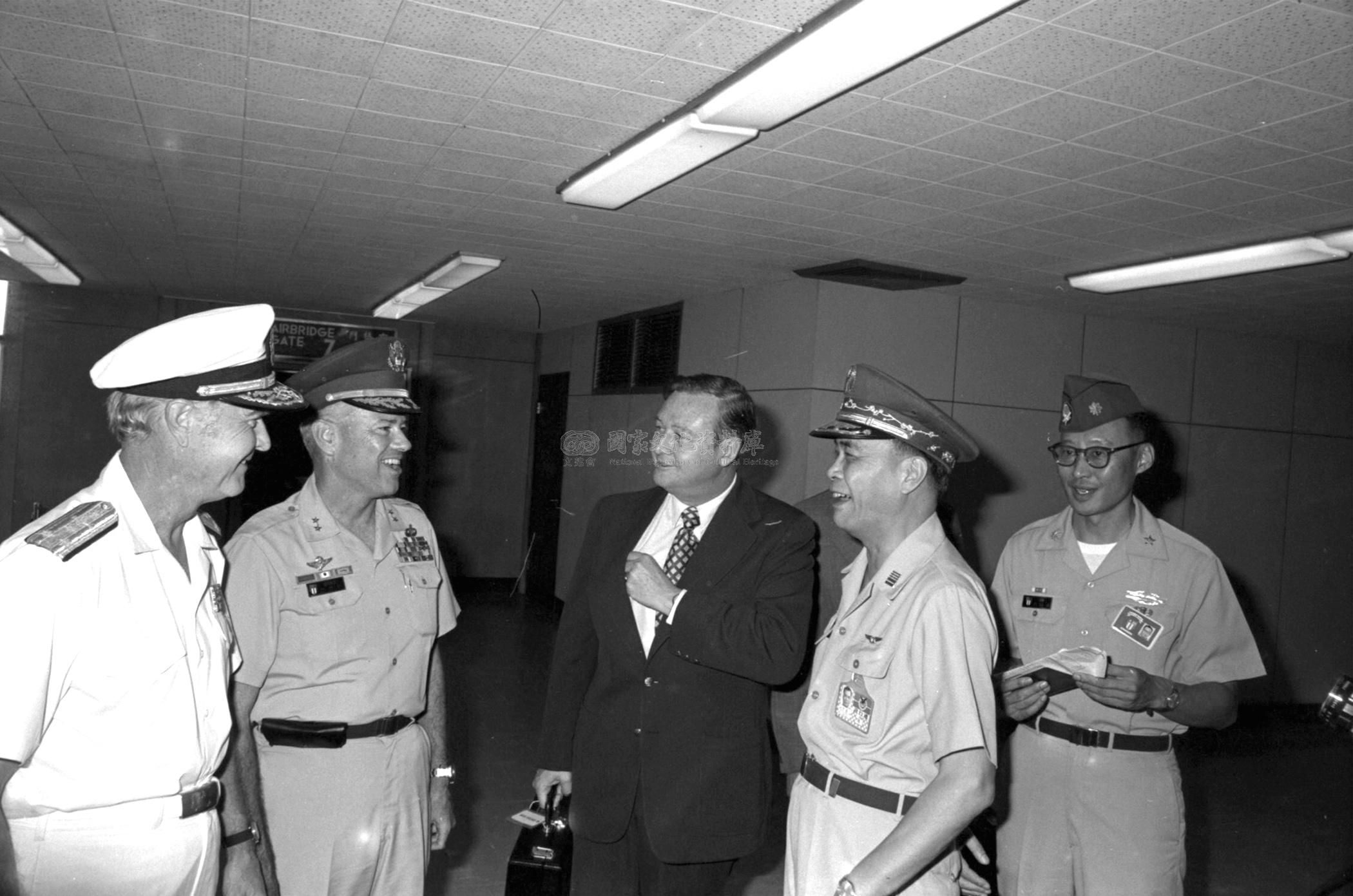
1972年8月14日，美國國防部副助理部長賽爾頓（中），十四日下午搭機飛抵台北訪問，我副參謀總長雷炎均上將（右二）、美軍協防台灣司令部司令包柏格中將（左）、美軍顧問團長巴恩斯少將（左二）等在松山機場歡迎。

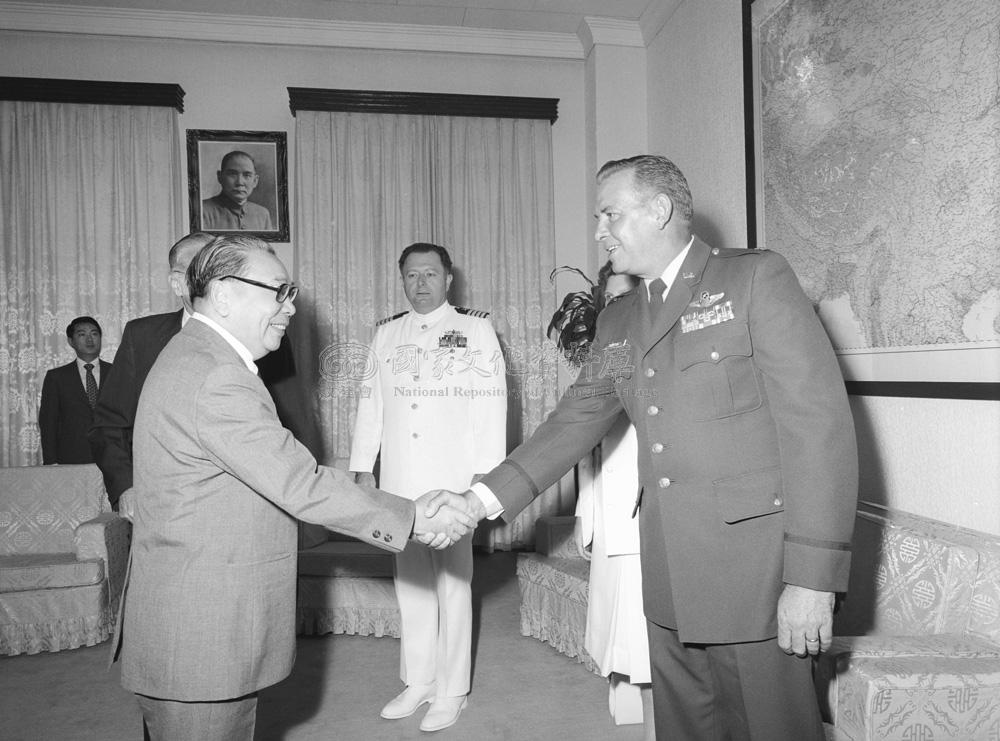
1978年7月17日，總統蔣經國（前排左）由總統府簡任秘書宋楚瑜（最後一排左一）陪同，接見美軍顧問團新舊任團長湯普遜空軍上校及崔任克海軍上校。

| 任次 | 姓名                                        | 军衔     | 圖像 | 任職期間       | 任職期間       | 備註 |
| 任次 | 姓名                                        | 军衔     | 圖像 | 上任時間       | 卸任時間       | 備註 |
| ---- | ------------------------------------------- | -------- | ---- | -------------- | -------------- | --- |
| 1    | 蔡斯                                        | 陸軍少將 |      | 1951年4月23日  | 1955年6月27日  | 獲贈寶鼎勳章 |
| 2    | 史邁斯                                      | 陸軍少將 |      | 1955年6月28日  | 1956年9月17日  | 因病離任 |
| 3    | 鮑恩                                        | 陸軍少將 |      | 1956年9月18日  | 1958年7月14日  | 來台前於南卡羅來納州傑克遜堡基地（United States Army Training Center & Fort Jackson）擔任基地指揮官 舊譯鮑汶 獲贈寶鼎勳章    |
| 4    | 杜安                                        | 陸軍少將 |      | 1958年7月14日  | 1960年8月21日  | |
| 5    | 戴倫                                        | 陸軍少將 |      | 1960年8月22日  | 1962年8月19日  | 原先於南韓擔任美國陸軍第2步兵師師長                                                                                          |
| 6    | 桑鵬                                        | 空軍少將 |      | 1962年8月20日  | 1965年8月19日  | 來台前於堪薩斯州麥康奈爾空軍基地擔任第42航空師指揮官，後升任美軍協防台灣司令部參謀長                                         |
| 7    | 江森                                        | 陸軍少將 |      | 1965年8月17日  | 1967年6月20日  | |
| 8    | 戚烈拉                                      | 陸軍少將 |      | 1967年6月15日  | 1970年3月1日   | 先前擔任美國陸軍第101空降師（101st Airborne Division）師長，離台後升任美國陸軍第一軍（I Corps）中將副指揮官                  |
| 9    | 泰萊                                        | 陸軍少將 |      | 1970年3月1日   | 1971年12月15日 | 原先擔任駐韓美軍補給司令，後調來台灣。                                                                                       |
| 10   | 巴恩斯                                      | 陸軍少將 |      | 1971年12月16日 | 1973年12月1日  | 先前於越戰期間擔任美國陸軍第173空降旅（173rd Airborne Brigade）准將旅長及駐越美軍分區顧問組少將組長                          |
| 11   | 那水德（Slade Nash） （页面存档备份，存于） | 空軍少將 |      | 1973年12月11日 | 1976年6月3日   | 先前於美國空軍部部長辦公室擔任新聞部副主任（deputy director of information in the Office of the Secretary of the Air Force） |
| 12   | 馮納                                        | 陸軍將   |      | 1976年5月26日  | 1977年9月16日  | |
| 13   | 崔仕克                                      | 海軍上校 |      | 1977年9月16日  | 1978年7月15日  | |
| 14   | 湯普遜                                      | 空軍上校 |      | 1978年7月17日  | 1979年2月28日  | 1979年4月28日離開台灣 |

### 歷任參謀長
| 任次 | 姓名   | 军衔     | 任職期間      | 任職期間      | 備註 |
| 任次 | 姓名   | 军衔     | 上任時間      | 卸任時間      | 備註 |
| ---- | ------ | -------- | ------------- | ------------- | --- |
| 1    | 史都德 | 陸軍上校 | 1951年5月16日 | 1952年8月15日 | |
| 2    | 簡納   | 陸軍少校 | 1952年8月15日 | 1954年8月10日 | |
| 3    | 勃希   | 海軍上校 | 1952年8月10日 | 1955年2月2日  | |
| 4    | 勃爾頓 | 海軍上校 | 1955年2月2日  | 1955年2月3日  | |
| 5    | 麥其賦 | 海軍上校 | 1955年2月3日  | 1958年5月29日 | |
| 6    | 布立特 | 陸軍上校 | 1958年5月29日 | 1959年9月1日  | |
| 7    | 薛伯萊 | 陸軍少將 | 1959年9月1日  | 1960年7月1日  | |
| 8    | 魏廉生 | 陸軍少將 | 1960年7月1日  | 1962年7月25日 | |
| 9    | 海大維 | 陸軍上校 | 1962年7月25日 | 1963年8月20日 | |
| 10   | 高藹士 | 陸軍上校 | 1963年8月20日 | 1964年8月20日 | |
| 11   | 凱樂   | 陸軍上校 | 1964年8月20日 | 1966年11月8日 | |
| 12   | 雷義   | 空軍上校 | 1966年11月8日 | 1968年9月25日 | |
| 13   | 田伯齡 | 陸軍上校 | 1968年9月25日 | 1970年7月1日  | |
| 14   | 華特   | 空軍上校 | 1970年7月1日  | 1971年7月2日  | 離任後轉任美國大使館國防武官兼空軍武官                                                                                                |
| 15   | 傅雷克 | 空軍上校 | 1971年7月2日  | 1973年9月10日 | |
| 16   | 哈嵐   | 海軍上校 | 1973年9月10日 | 1975年4月1日  | 來台前於西維吉尼亞州的海軍預備役訓練中心（Naval Reserve Training Center）擔任指揮官，為美軍顧問團末任參謀長，離職後未再推派參謀長人選 |

## 知名團員
- 歐道德（Paul O'Dowd）：陸軍訓練司令部（陸軍第八軍團指揮部前身）美籍首席顧問、1966年獲得台灣好人好事代表，韓戰時獲頒銅星勳章[26]，二戰、冷戰時期獲頒銅星勳章、等[33]。自軍旅退伍後，夫婦2人曾留台分別在國防語言中心（1990年代中期併入政戰學校）、政戰學校、財經學校（現為國防管理學院）任教，2015年7月底過世，12月中華民國國防部及外交部派員參加告別式並頒授「陸光甲種獎章」。[34][27][35]

## 外部連結
- History of the US Air Force in Taiwan
- Taipei Air Station (Kent Mathieu) （页面存档备份，存于）
- 「美援臺灣與狄寶賽先生」（Val. S. de Beausset）影片製作紀要 （页面存档备份，存于），光啟社（製作），國立臺灣大學圖書館，2007（懷特公司駐臺北「主任」狄博賽先生（Val de Beausset）美國經援物資審查，參見《美軍顧問團在台口述工作歷史》）